# León Amarita
León Amarita y Rebentú (Madrid, 1777 - 1840 post.) fue un editor e impresor español afrancesado, especialmente conocido por publicar en su imprenta durante el Trienio Liberal el periódico El Censor (1820-1822) y el Periódico de las Damas (1822) considerada una de las primeras publicaciones españolas íntegramente destinadas al público femenino al estilo de las que se publicaron en la época en París, editado en Madrid y distribuido en 17 provincias.

## Trayectoria
Bachiller en Leyes por la Universidad de Alcalá de Henares, en 1801 solicitó ejercer como abogado. Dado su apoyo político a José Bonaparte debe exiliarse a Francia.
Se exilió en 1813 en Agén y posteriormente en Bayona donde estuvo al frente de un negociado de libros entre 1814 y 1820. En Bayona comienza a trabajar como intérprete en el gabinete de lectura  del empresario Gosse. En 1816 fue redactor también de La Gaceta del Comercio, Literatura y Política de Bayona hasta su cierre en 1816. 
En 1820 regresó a España e inició su oficio de editor, introduciendo nuevos modos de producción con maquinaria procedente de París y un sistema de suscripciones. Primero publicó El Censor, semanario financiado por liberales franceses que apareció entre 1820 y 1822, redactado casi íntegramente por los afrancesados Sebastián de Miñano y Bedoya, Alberto Rodríguez de Lista y José Mamerto Gómez Hermosilla y, tras su desaparición, publicó el Periódico de las Damas de enero al 24 de junio de 1822 con el objetivo de "quererlas instruir" según se publica en el propio periódico en el anuncio de cierre, dadas las escasas ventas al no llegar a 200 suscriptores.
En enero de 1823 figura como impresor de la Real Imprenta y publica Apología del benéfico sistema, obra favorable a Fernando VII e Historia del Jacobinismo, de José Gómez Hermosilla en contra de la Constitución de 1812 o de Cádiz y de los liberales del Trienio. Continuó con su imprenta de la plazuela del Celenque hasta al menos hasta 1840. El 20 de noviembre de 1842 se anunció en El Avisador la venta de su imprenta, pero ya en 1834 se había firmado su testamento según Simón Palmer.
Hizo la traducción anónimamente de la obra del abate De Pradt, arzobispo de Malines, Memorias históricas sobre la revolución de España en 1816.